# Benjamin Steinberg
Benjamin Steinberg (Baltimora, 15 marzo 1915 – New York, 29 gennaio 1974) è stato un violinista, direttore d'orchestra ed attivista per i diritti civili statunitense, meglio conosciuto per essere il direttore artistico fondatore della pionieristica Symphony of the New World. Prima orchestra razzialmente integrata negli Stati Uniti, la sua storica prima ebbe luogo presso la Carnegie Hall di New York City il 6 maggio 1965.

## Primi anni

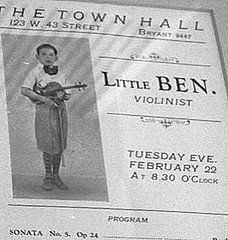
Locandina per il recital di Steinberg come "Piccolo Ben", 11 anni

Benjamin Steinberg nacque a Baltimora, nel Maryland, il 15 marzo 1915, da Moses e Annie Steinberg. I suoi genitori erano di Odessa (allora parte della Russia zarista, ora Ucraina) ed erano fuggiti negli Stati Uniti seguendo il pogrom anti-ebraico di Odessa del 1905 e la fallita rivoluzione russa di quell'anno. Benjamin suonò il violino per la prima volta sul palcoscenico da bambino a 11 anni nel 1927.

## Carriera musicale

### Violinista
Steinberg fu violinista nella sezione di primi violini della NBC Symphony Orchestra, suonando durante loro trasmissioni radiofoniche nazionali nel 1943 sotto la direzione del direttore d'orchestra Arturo Toscanini. In seguito fu il primo violino dell'Orchestra Sinfonica di Pittsburgh diretta da Fritz Reiner, con il quale studiò anche direzione d'orchestra. Altri direttori sotto i quali Steinberg si esibì furono Otto Klemperer e Leopold Stokowski.

### Direttore d'orchestra e direttore musicale
Steinberg iniziò a dirigere nel 1941 con l'orchestra sinfonica National Youth Administration (NYA), dopo aver studiato con Pierre Monteux. Diresse uno spettacolo di Darker America, scritta nel 1924 dal compositore afroamericano William Grant Still. Lo spettacolo fu trasmesso sulla radio WNYC (AM) a New York il 16 aprile 1941. Nelle note del programma del compositore, Still ha scritto che il pezzo "è rappresentativo del nero americano. Il suo lato serio è presentato e intende suggerire il trionfo di un popolo sulla sua sofferenza attraverso la preghiera fervente... la preghiera di anime intorpidite, piuttosto che angosciate".
Già nel 1940, Benjamin Steinberg iniziò a lavorare con i direttori d'orchestra di colore Dean Dixon e Everett Lee per fondare la prima orchestra sinfonica professionale completamente integrata negli Stati Uniti. Tuttavia, sarebbero stati necessari altri due decenni.

#### Symphony of the New World

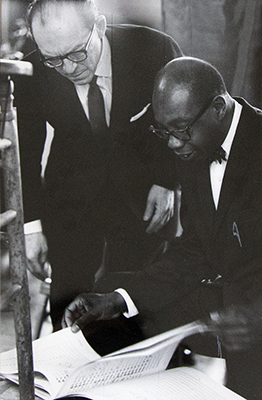
Steinberg (a sinistra) con il compositore George Walker nel 1968

Mentre il movimento per i diritti civili degli anni '60 aveva preso il sopravvento negli Stati Uniti, Steinberg fondò un comitato per creare un'orchestra sinfonica di musicisti e direttori esperti, indipendentemente dalla razza. La dichiarazione della missione della Symphony of the New World fu scritta due mesi prima che il Civil Rights Act of 1964 fosse convertito in legge. Steinberg accettò il posto di direttore musicale e ottenne finanziamenti per la prima stagione dell'orchestra. Il concerto di debutto della prima orchestra completamente integrata d'America fu tenuto alla Carnegie Hall il 6 maggio 1965, due mesi prima che il Voting Rights Act of 1965 diventasse legge. Steinberg dichiarò: "Abbiamo un sacco di talento in questa città e dobbiamo creare le opportunità per presentarlo al pubblico".
Tra gli sponsor c'erano Samuel Barber, Leonard Bernstein, Ruby Dee, William Warfield, Aaron Copland e Zero Mostel. Mentre l'orchestra si sviluppava, Marian Anderson e Leontyne Price si entrarono nel Consiglio di amministrazione e James DePriest divenne direttore ospite principale. Un altro importante direttore ospite era Everett Lee.
I musicisti dell'orchestra erano diplomati in scuole di musica di tutto rispetto come la Juilliard, la Eastman School of Music, la Manhattan School of Music ed il New England Conservatory. Le sue esibizioni furono trasmesse su Voice of America e Armed Forces Radio per il pubblico di tutto il mondo. La rivista Ebony dichiarò: "per ragioni sia artistiche che sociologiche, uno sviluppo importante nella storia musicale degli Stati Uniti". Dopo l'esibizione della Orchestra Sinfonica interrazziale nell'agosto del 1969, l'Asbury Park Press (NJ) fu calorosa nel lodare Steinberg come la "luce guida" dell'orchestra nella convinzione che "la discriminazione non ha posto nel mondo dell'orchestra sinfonica" . La sua direzione fu lodata dal critico Charles Hill per il suo "impressionante virtuosismo".
Mentre era direttore musicale della Symphony of the New World, Steinberg collaborò con il compositore vincitore del premio Pulitzer George Walker nella prima di Address for Orchestra di Walker, eseguito dalla Symphony of the New World nel 1968. Nel 1970 Steinberg diresse la Symphony al Lincoln Center, New York City, in uno spettacolo di I Have a Dream, un tributo a Martin Luther King Jr. Il critico musicale vincitore del premio Pulitzer Donal Henahan disse della Symphony of the New World nel 1970 , "dimostra regolarmente la validità della sua posizione nel mondo sinfonico in gran parte candido come un giglio".
Steinberg continuò come direttore musicale della Symphony fino all'ottobre del 1971, quando si dimise dopo un'aspra disputa politica con la commissione dell'orchestra. Al momento delle sue dimissioni il gruppo aveva 80 musicisti. I documenti della Symphony of the New World si trovano al Centro di Schomburg per la ricerca nella cultura nera.

#### Balletto
Come assistente direttore dell'American Ballet Theatre diresse la prima di Theme and Variations di George Balanchine il 26 novembre 1947. Balanchine coreografò il balletto per la prima ballerina assoluta Alicia Alonso e Igor Youskevitch. Steinberg fece anche un tour sudamericano con il Ballet Russe de Monte Carlo con la Alonso e Youskevitch alla fine degli anni '40, come anche con Melissa Hayden e Barbara Fallis, entrambe entrate a far parte della compagnia di balletto della Alonso a Cuba nel 1959.
Nel 1959 Steinberg divenne il primo direttore musicale e direttore d'orchestra del Cuban National Ballet, la compagnia di balletti diretta dalla Alonso, ribattezzata quando Fidel Castro salì al potere quell'anno. Steinberg rimase in quell'incarico fino al 1963, quando tornò negli Stati Uniti dopo un tour dell'Unione Sovietica come direttore dell'Orchestra Sinfonica Nazionale del Balletto di Cuba.

#### Broadway
Steinberg diresse molti noti musical di Broadway, tra cui la produzione di Peter Pan di Leonard Bernstein (1950), con Jean Arthur e Boris Karloff. Altri comprendono The Golden Apple (1954), The Music Man (1957-1958) e A Funny Thing Happened on the Way to the Forum.

## Apparizione davanti al comitato per le attività antiamericane
Il 19 giugno 1958 Steinberg testimoniò davanti alla Commissione per le attività antiamericane, essendo stato citato in giudizio dalla Commissione come parte della sua ampia indagine di sospetta infiltrazione comunista tra i musicisti professionisti. Rifiutò di rispondere alle domande su alcuni musicisti indagati per affiliazione comunista. Sebbene non abbia invocato il quinto emendamento contro l'autoincriminazione a suo nome, Steinberg affermò che fornire tali informazioni su altri è una violazione del suo diritto alla libertà di associazione e alla libertà di parola:
In risposta a ulteriori domande da parte di Richard Arens, segretario permanente del Comitato dal 1957 al 1960, Steinberg dichiarò: "Sono passati undici anni dalla prima indagine sugli artisti culturali e questo è il quarto anno consecutivo a New York. Io considero questa una molestia illegale ai rappresentanti dell'industria dell'intrattenimento ".
Poi continuò:

## Vita privata e morte
Steinberg incontrò la sua futura moglie, Pearl (nata Sondak, 1918-1994), mentre entrambi studiavano musica al Curtis Institute. Negli anni successivi, si fecero la casa a Manhattan.
Steinberg morì il 29 gennaio 1974 di cancro al pancreas e gli è sopravvissuta una figlia, Barbara.